# Christof Innerhofer
Christof Innerhofer (Brunico, 17. prosinca 1984.) talijanski je skijaš koji se specijalizirao za brze discipline (spust i super G). Osvajač je zlatne medalje na Svjetskom prvenstvu 2011. u njemačkom Garmisch-Partenkirchenu. Prvu pobjedu u Svjetskom kupu ostvario je u talijanskom Bormiju u spustu, 28. prosinca 2008. godine.
Innerhofer, koji je na skije stao već kao trogodišnjak, živi u Gaisu (Južni Tirol). Materinski mu je jezik njemački. Hobiji mu uključuju trekking, plivanje i vožnju bicikla.

## Pobjede u Svjetskom kupu
| Datum              | Mjesto održavanja | Disciplina        |
| ------------------ | ----------------- | ----------------- |
| 28. prosinca 2008. | Bormio            | spust             |
| 26. veljače 2011.  | Bansko            | super-kombinacija |
| 15. ožujka 2012.   | Schladming        | Superveleslalom   |
| 30. studenog 2012. | Beaver Creek      | spust             |
| 19. siječnja 2013. | Wengen            | spust             |
| 23. veljače 2013.  | Garmisch          | spust             |

## Vanjske poveznice
- Službena stranica (njem.)(tal.)